# Ida Ou Moumen
Ida Ou Moumen  (in arabo إد او مومن‎?) è un centro abitato e comune rurale del Marocco situato nella provincia di Taroudant, regione di Souss-Massa. Conta una popolazione di 6 105 abitanti (censimento 2014).